# New Alcatraz
New Alcatraz ist ein US-amerikanischer Horrorfilm aus dem Jahr 2001 von Phillip J. Roth.

## Handlung
New Alcatraz ist ein unterirdisches Hochsicherheitsgefängnis, das in der Antarktis erbaut wurde. Bei Bohrungen in der Nähe des Gefängnisses wird unbemerkt eine riesige Boa constrictor aus dem Eis befreit. Die Schlange frisst sich durch das Eis, das Loch wird erst Tage später von Wachleuten entdeckt. Die Schlange frisst sich bis zum Gefängnis durch und tötet dort drei Arbeiter. Die Gefängnisleitung setzt einen Notruf ab, der vom Militär aufgefangen wird. Das Ehepaar Robert und Jessica Trenton, beides Paläontologen, sollen einem Militärkommando beratend zur Seite stehen. Im Gefängnis angekommen stellt sich heraus, dass nur der Wachdienstleiter Quinn und der Wärter Riley überlebt haben.
Ein Soldat wird von der Schlange angegriffen und getötet. Quinn macht sich mit den Soldaten auf die Suche nach dem Vermissten. Sie werden jedoch durch eine Gasexplosion getötet, die auch die Schlange anlockt. Sie greift Robert und Jessica an. Robert kann in einen Sicherheitsraum flüchten, ist aber davon überzeugt, dass seine Frau der Schlange zum Opfer fiel. Er kann Riley davon überzeugen, die Gefangenen freizulassen und mit deren Hilfe die Schlange zur Strecke zu bringen. Die Gefangenen erstellen einen Fluchtplan. Mitich, einer der Gefangenen, setzt sich ab, wird jedoch von der Schlange getötet. Dabei wird eine weitere Explosion ausgelöst, die Riley tötet. Unter der Führung von Breschkow findet die übrige Gruppe Jessica. Als die Schlange die Gruppe angreift, können Breschkow und Jessica zur Oberfläche entkommen.
Derweil ist Robert auf die Gefangene O’Boyle gestoßen. Die Schlange tötet O’Boyle, Robert kann entkommen. Robert, Jessica und Breschkow gelangen zum Flugzeug, mit dem die Kommandogruppe und die Trentons angekommen sind. Die Schlange erreicht ebenfalls das Flugzeug und tötet einen der Piloten. Breschkow wird stürzt aus dem Flugzeug, ebenso die Schlange. Mit dem überlebenden Piloten können Robert und Jessica sich in Sicherheit bringen.

## Kritiken
Das Lexikon des internationalen Films bezeichnet das Werk als „Konglomerat aus Dutzenden von einschlägigen Horror- und Actionfilmen, das keine neuen Ideen entwickelt“.
Die Kinozeitschrift Cinema schrieb, in die Storylöcher passe genau eine Riesenschlange und zog das Fazit „Schund on Ice: lachhafter ‚Alien‘-Klon“.

## Hintergrund
Der Film erfuhr seine Uraufführung am 20. November 2001 in Deutschland. In den USA kam er erst am 21. Mai 2002 in den Vertrieb, u. a. auch unter dem Titel Boa. Die deutsche Fassung ist um sechs Minuten gekürzt.